# 第二次粤桂战争
第二次粤桂战争（另稱援桂战争）是1921年6至9月護法戰爭期間西南護法軍陣營中的一場內戰，作戰方為舊桂系陆荣廷及粤系陈炯明，主要戰場位於广西境內，被视为第一次粤桂战争的延续。

## 背景
第一次粤桂战争之后，原本控制广东省“护法军政府”，并控制两广地盘的旧桂系势力被陈炯明的粤军击败，被迫退回广西。陈炯明迎接孙中山返回广州重组护法军政府。并于1921年4月，部分国会议员召开国会，宣布于广州成立“中华民国政府”，以孙中山为大总统。同时通电劝告北京政府之“中华民国大总统”徐世昌辞职。北京政府、直系、奉系军阀及湘、桂、鄂等省均不表示承认广州中华民国政府，广东省议会亦开会反对。南北分裂的政治局面延续。
尽管二人在北伐上有不同意见，为维护国民党内团结，陈炯明于14日率全体粤军将领电贺孙文当选总统。孙文乃于5月5日就任“非常大总统”，设总统府于越秀山南麓，随即开始策划攻桂事宜。当时，陈炯明因认为广东已从桂系手中解放，不欲再兴兵事，亦因主张“桂人治桂”，不愿入广西，遂与陆荣廷“信使往来，约以各守边圄，勿相侵扰”。但在孙文的严命下，他还是于4月在西江地区部署军队。
自第一次粤桂战争结束以来，桂军虽退回广西，但在粤桂边境，桂粤两军还时有冲突，粤桂首领亦未公开宣布停火。旧桂系退兵回广西后，因广西贫瘠落后，难以解决各部军饷。各实力派首领之政治地位，权力分配亦难以平衡。首领陆荣廷之影响力和控制能力开始下降。
旧桂系各派为解决矛盾，开始屯兵粤桂边界，准备重新夺取广东。5月20日，北京政府下达“南方讨伐令”，以陆荣廷为“粤桂边防督办”，令其进攻广东。陆荣廷为向北京政府示好，宣布取消广西独立，以陈炳琨为广西护军使，设署于梧州，并称“先入粤者任粤督”，意图重新入粤。桂系诸将也由陸榮廷等人聯名通電，指控孫文「舉動悖謬」，「號招私黨，違法自舉為偽總統」，批評其「以文亂法」、「以武亂政」、「播弄天下以為快」。陸榮廷等人還指孫中山與「俄過激黨訂立私約」，推行「勞農政策」，煽動共產思想，破壞傳統倫理，最終「禍國禍民」。桂系將領亦呼籲北京中央政府及各地輿論「共殲醜類」，一致聲討孫文。与此同时，孙文亦积极备战，将许崇智所部粤军4000余人编为军政府直辖，并大肆招募新兵。5月28日，粤军将领叶举宣布肇庆一带实行戒严，以备粤、桂间开战。

## 作战经过

### 边境交战和梧州战役
1921年6月13日，桂军沈鸿英部出兵攻入广东，第二次粤桂战争爆发。桂军2万余人兵分三路，以陈炳琨部出梧州进攻郁南、罗定，以申葆藩部进犯高州、廉州，以沈鸿英部出怀集进犯粤北。此外，陆荣廷还派杨永泰在高州、雷州、钦州、廉州一带，策动被粤军改编的桂军残部起事以配合桂军的进攻。粤军作战计划以南北两路为防御战。北路由邓铿部配合赣军赖世璜防御。南路由翁式亮、黄大伟、陈觉民、钟景堂、邓本殷、胡汉卿、黄明堂各部但任防御。粤军中部主力则分三方面反攻，以梧州为第一目标。攻梧州中路由魏邦平全师配合杨坤如部担任。右翼由许崇智部（张国桢、吴忠信等）配合关国雄、谢文炳两部进攻怀集。左翼则由叶举部（陈炯光、熊略、罗绍雄等）反攻郁林(西宁) 而进取桂省戎圩。粤军第二目标为浔州（桂平），最后目标为首府南宁。
6月20日，孙文任命陈炯明为讨桂军司令迎战桂军。陈炯明于是日派钟秀南为兵站总监，负责军需补给运输事宜，并乘舰赴肇庆誓师，表明战争目的：
此次用兵，亦即所以拯拔桂人，尤望敌忾同仇，俾贼巢早荡，民治早覆。
同时陈炯明发布了入桂的军纪：
桂逆蓄谋祸粤，压迫日甚，我军忍无可忍，致相见于兵戎。兹将士兵须知各则开具于左：
（一）须知此次兴师，系在驱除桂逆，扫灭盗贼政治，非与桂民为难，其有附义军队，本军一律欢迎；
（二）须知桂民皆吾同胞，我军入桂，系在扶植民治，不可稍有骚扰，致伤桂民感情，并坚敌人势力；
（三）须知一草一木，皆为桂民所有，师行所过，毋得伤损，至于买卖，尤宜格外公平；

（四）须知历年作战，在得民助，桂民困苦苛政，若见我军举动文明，自然望风倾向，壶浆（米脚）相迎，则桂逆虽悍，实无足平之势。
在陈炯明的指挥下，粤军135个营4万余人兵分三路反击桂军，以许崇智指挥右路出四会、广宁，进攻贺县、平乐，以叶举指挥中路沿西江进攻梧州，以翁式亮指挥左路迎战侵入高州、雷州之桂军。粤军攻势非常顺利。粤军攻梧州中路在广东封川县与桂军主力接触，发生剧烈激战。6月23日，粤军三路部队一起围攻梧州。守将陈炳昆率部抵抗，但其属下的刘震寰却率部倒戈，配合粤军攻打梧州，令桂军顿时阵脚大乱迅速溃败。粤军得以于26日顺利攻下广西门户梧州。桂系失去了广西的交通咽喉和对外贸易的重要商埠。

### 桂系溃退
28日，陈炯明入驻梧州，命三路大军深入桂境，右路出平乐以窥桂林。左路克岑溪、容县，与中路会师，分道会攻浔州。7月初，粤军收复被桂军占领之粤西地区的连县，连山等地，并攻入广西。7月9日，因形势不利于旧桂系，旧桂系内部分裂。沈鸿英宣布独立于陆荣廷，自称“救桂军总司令”，宣布广西自治。并于粤军接洽合作。各地桂军纷纷脱离陆荣廷的指挥以谋求自保。
中路粤军则排除了桂军的强烈抵抗节节推进，于7月12日陷藤县、16日陷浔州。7月中旬，粤军南下攻击在钦廉地区的陆荣廷嫡系部队，重创陆荣廷的嫡系部队，陆荣廷的部队已经基本丧失作战能力。7月16日，陆荣廷逃入桂西南靠近越南的重镇龙州，桂军残部据周边山隘死守。桂军退至龙州不下2万余人，龙州地势天险，山岭绵亘，不易攻取， 但桂军粮弹缺乏。
8月5日，粤军左路军会合中路军没有遭遇任何抵抗而进占南宁。8日，陈炯明进抵南宁，成立了广西全省善后处，并采取一系列措施，解决广西的善后问题，协助孙文于7月28日任命的广西桂人省长马君武进行战后建设。右路粤军则在滇、赣、黔军的配合下，于8月13日克桂林。此时，粤军基本控制了桂东北。
9月11日，陈炯明下令全军进攻龙州，取缓进计划，先派员招抚，一面由粤再调重兵增援。粤军兵分数路，迅速进攻。龙州陷落前夕，陆荣廷通电下野，与谭浩明、马济等取道越南，转往上海流亡。粤军于26日攻克龙州，第二次粤桂战争遂以粤军占领广西告终。此战，粤桂两军各自伤亡约万人。

## 结果及影响

### 粤军退兵与广东的损失
为兑现自己在出兵前的承诺，陈炯明宣言“桂人治桂”，恢复了被桂系解散的广西省议会。龙州攻下后，表面上全桂平定。但在各处被击败的桂军，尚有不少逃入山谷落草为寇。为保证广西的真正安定，陈炯明在广西又逗留了一个多月。11月3日，陈炯明率主力部队凯旋回粤，7日抵达广州。
离开南宁前，因当时尚有不少桂系残军逃入山谷落草为寇，陈炯明应马君武之请，命叶举率50个营留守广西清剿残敌（当时在桂粤军150营，随陈归粤50余营）。粤军虽然占领广西主要城市，但偏远地区和山区仍在旧桂系部队控制之下，他们不断与粤军发生小规模的战斗，迫使粤军不得不退兵。
粤军在此战中伤亡过万人（譬如，藤县战役死者千余人，伤者四百余人；龙州战役，死伤过三千人），桂军方面未有统计，亦估计近万人。军费方面，广西地方贫瘠，不能供粤军所需，由粤库共约800万元。讨桂军凯旋后，孙文对陈炯明等将领训话称：
北伐之举，吾等不得不行。粤处偏安，只能苟且图存，而非久安长治，能出兵则可统一中国
尽管此战以粤军的胜利告终，但亦未有解决陈炯明和孙文二人在北伐和统一中国上的分歧。征桂结束后，广东的财政负担亦加重，这些都为日后六一六事变的爆发埋下了伏笔。

### 广西混战
第二次粤桂战争仅仅持续数月，粤军虽然打败了旧桂系，但仅是击溃其组织体系而非歼灭性的彻底击败旧桂系。战后虽然旧桂系首领集团都被迫流亡外地，也有少数旧桂系的原实力派暂时与粤军合作，但更多的原旧桂军则逃入深山，利用广西山区地势及自己熟识的方式与粤军作战，因其实力基本未受损失，而粤军并不擅长山地。
陈炯明屡次“桂人治桂”，以贯彻其“联省自治”主张。8月初旬入驻南宁后，即积极协助马君武筹划仿照广东全省实行的地方自治，筹设南宁、梧州为仿照广州的市政府。但是，正在此时，孙中山要求陈炯明北伐，使他的计划搁浅。陈炯明率领队伍离开广西之后，留驻广西的叶举部队饷粮无着，粤军对武鸣等地的报复性暴行亦引发公愤，得到广西平民支持，这样的麻雀战很快便迫使粤军撤离广西，广西乃重陷于匪盗的世界，拉开了广西数年间的割据势力混战。
1925年，出身旧桂系下级军官的李宗仁、白崇禧等人击败陆荣廷、沈鸿英，统一广西。此后，旧桂系彻底退出民国政坛，被李白二人为代表的新桂系取而代之。

## 相关人物
- 孙中山
- 陆荣廷
- 陈炯明
- 沈鸿英
- 陈炳焜
- 刘震寰